# わがまち春日井
「わがまち春日井」（わがまちかすがい）は、愛知県春日井市が市民歌として制定した行進曲である。作詞・岡本淳三、補作・春日井市民の歌作成委員会、作曲・古関裕而。
本項では、同じシングルレコードに両A面曲として収録されている新民謡「春日井よいとこ」（かすがいよいとこ）についても併せて解説する。

## 解説
春日井市民歌「わがまち春日井」は、1978年（昭和53年）が同市の市制35周年に当たることを記念して制定された。前年から毎年10月に開催されるようになった「春日井まつり」に合わせて市民歌と音頭の2部門で歌詞を一般公募し、各部門の入選作を市民の歌作成委員会が補作して専門家に作曲を依頼したとされている。10月20日、第2回春日井まつりの開催前日に春日井市民会館で「市民の歌」発表会が開催され、ダークダックスが創唱を行った。
レコードはポリドール（のちユニバーサルミュージック）が「春日井よいとこ」との両A面曲としてシングルレコードを製造している。同社でなく日本コロムビアの専属だった古関裕而に作曲を依頼したことについては「NHK関係者を仲介役として作曲家を探してもらった」と言われているが、詳しい経緯はわかっておらず春日井市役所が情報提供を呼びかけている。古関は春日井市の他に県民歌「われらが愛知」（1950年）や、夫人の出身地でもある豊橋市の市歌（1956年）、刈谷市が選定した新民謡「刈谷小唄」なども作曲している。
2020年（令和2年）にNHK連続テレビ小説『エール』で古関が主人公のモデルとなったことを受け、かすがい市民文化財団では記念コンサートの開催を企画するなど楽曲のPR活動を実施している。

### 春日井よいとこ
「春日井よいとこ」は1978年（昭和53年）に春日井市民の歌作成委員会が市民歌「わがまち春日井」と並行して歌詞を一般公募した新民謡で、原田直之と山田美恵子の歌唱が同じレコードに両A面曲として収録されている。作詞・松本孝造、補作・春日井市民の歌作成委員会、作曲・遠藤実、編曲・只野通泰。
例年の春日井まつりでは「わがまち春日井」や、後年に作られた「どっこいせ 〜はばたけ春日井〜」他の愛唱歌と併せて演奏されている。